# Arthur Waudby

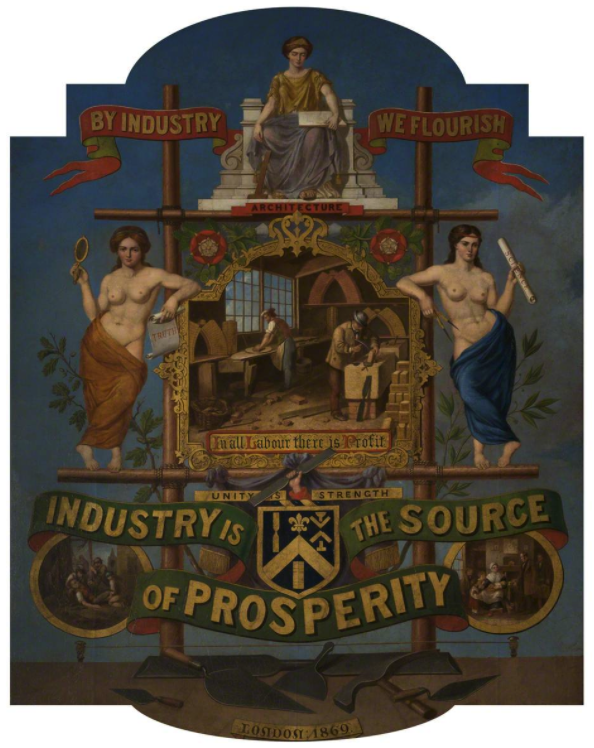
Emblema de la Sociedad de Albañiles Operativos, (1869) actualmente en el Museo de Historia del Pueblo, Manchester

Arthur Waudby (1821-1872) fue un pintor inglés del siglo XIX que se especializó en la realización de trabajos para el movimiento sindical en tal país. 
Publicó su primer libro Sketches on the Wye en 1839 cuando tenía 18 años y en 1844 exhibió The Student, su primera pintura en la Royal Academy. En 1847 exhibió dos pinturas más, Devoción y un interior de cabaña. En 1861 comenzó un trabajo sindical emblemático proporcionando los diseños de un certificado y una pancarta para la Operative Bricklayers 'Society.  